# تثلیث چینی
تثلیث یکی از شاخه‌های سندیکای جرائم سازمان یافته بین‌المللی چینی است که در چین، هنگ کنگ، ماکائو و تایوان و کشورهایی که تعداد قابل توجه‌ای چینی در آن زندگی می‌کند، فعالیت می‌کند. این کشورها شامل ایالات متحده، کانادا، ویتنام، کره، ژاپن، سنگاپور، فیلیپین، اندونزی، مالزی، تایلند، انگلیس، بلژیک، ایتالیا، هلند، فرانسه، اسپانیا، آفریقای جنوبی، استرالیا، برزیل و نیوزلند هستند.
تثلیث هنگ کنگ با سازمان جنایتکار سرزمین اصلی چین متمایز است. در چین باستان، این تثلیث یکی از سه جامعهٔ مهم مخفی بود. این گروه شاخه‌هایی را در ماکائو، هنگ کنگ، تایوان و جوامع چینی خارج از کشور تأسیس کرد. این گروه که به عنوان «سازمان‌هایِ جنایتکارِ چینیِ سرزمینِ اصلی» شناخته می‌شوند، دارای دو نوع اصلی هستند: نیروهای تاریک (گروه‌هایی با سازمان یافتگی آزادانه) و جوامع سیاه (سازمان‌های جنایتکار حرفه‌ای). دو ویژگی که جامعه سیاه را از یک نیروی تاریک متمایز می‌کند، توانایی آنها در دستیابی به کنترل غیرقانونی بازارهای محلی و دریافت حمایت پلیس است. تثلیث هنگ کنگ به سازمان‌های جنایتکار سنتی که در هنگ کنگ، ماکائو، تایوان و کشورهای مناطق جنوب شرقی آسیا فعالیت می‌کنند برمی‌گردد، در حالی که گروه‌های جنایات سازمان یافته در سرزمین اصلی چین به عنوان «گروه‌های جنایتکار سرزمین اصلی چین» شناخته می‌شوند.

## زبان‌شناسی
طبق فرهنگ لغت انگلیسی آکسفورد، «تثلیث» ترجمه‌ای از اصطلاح چینی سان هو هووی (یا جامعهٔ متحد سه‌گانه) است که به اتحاد بهشت، زمین و بشریت اشاره دارد. نظریهٔ دیگری بیان می‌کند که کلمه «تثلیث» در زمان استعمار هنگ کنگ و توسط مقامات انگلیسی به عنوان اشاره‌ای به استفادهٔ گروه‌های سه‌گانه از تصاویر مثلثی ساخته شده‌است. گمان می‌رود که سازمان‌های تثلیث، جنبش‌های انقلابی مانند شورش لوتوس سفید، شورش تایپینگ، شورش مشتزن‌ها و تیاندیهویی را رهبری کرده‌اند یا حداقل جزئی از آن بوده‌اند.
استفاده عمومی از کلمهٔ «تثلیث» برای کلیهٔ سازمان‌های جنایی چین نادرست است. گروه‌های تثلیث از لحاظ جغرافیایی، قومی، فرهنگی و ساختاری منحصر به فرد هستند. تثلیث‌ها گروه‌های جنایی سازمان‌یافتهٔ سنتی هستند که از هنگ کنگ، ماکائو و تایوان سرچشمه می‌گیرند. سازمان‌های جنایی که در سرزمین اصلی چین فعالیت می‌کنند یا از آن سرچشمه می‌گیرند، «گروه‌های جنایتکار سرزمین اصلی چین» یا «جوامع سیاه» هستند. پس از سالها سرکوب، فقط برخی از عناصر گروه‌های تثلیث درگیر فعالیت‌های غیرقانونی هستند. تثلیث در هنگ کنگ کمتر درگیر فعالیت جنایی «سنتی» می‌شوند و با جرائم یقه سفید در ارتباط هستند. مراسم سنتی پذیرش عضو نیز به ندرت برگزار می‌شود. شایعات می‌گویند که تثلیث‌ها اکنون به ایالات متحده مهاجرت کرده‌اند و همه گروه‌ها و جناح‌ها اکنون به یک گروه بزرگ پیوسته‌اند و متحد شده‌اند. دیگر جدایی‌ای میان رقبان یا گروه‌ها از جمله یونایتد بامبو و ۱۴ک وجود ندارد.

## فعالیت‌های مجرمانه
تثلیث‌ها دست به جنایات مختلفی می‌زنند؛ از کلاهبرداری، اخاذی و قاچاق انسان گرفته تا پول‌شویی و فحشا و قاچاق کالا و جعل کالاهایی مانند موسیقی، فیلم، نرم‌افزار، لباس، ساعت و پول.

### قاچاق مواد مخدر
از زمان نخستین ممنوعیت تریاک در طول قرن ۱۹، باندهای جنایتکار چینی در تجارت غیرقانونی مواد مخدر در سراسر جهان دست داشته‌اند. بسیاری از تثلیث‌ها در دههٔ ۱۹۶۰ و ۱۹۷۰، کار خود را از تریاک به هروئین، که از گیاهان تریاک در مثلث طلایی تولید شده بود و در چین به هروئین تبدیل می‌شد، تغییر دادند و به قاچاق آن به آمریکای شمالی و اروپا پرداختند. مهم‌ترین تثلیث‌های فعال در تجارت بین‌المللی هروئین 14ک و تای هوان چای هستند. تثلیثی‌ها قاچاق مواد شیمیایی را از کارخانه‌های چینی به آمریکای شمالی (برای تولید مت‌آمفتامین) و به اروپا برای تولید اکستازی آغاز کرده‌اند. این گروه‌ها در ایالات متحده همچنین مقادیر زیادی کتامین را قاچاق می‌کنند.

### جعل
تثلیث از دههٔ ۱۸۸۰ مشغول جعل بوده‌است. در طول دههٔ ۱۹۶۰ و ۱۹۷۰، آنها درگیر جعل ارز (غالباً قطعهٔ ۵۰ سنتی هنگ کنگ) شدند. این باندها همچنین در جعل کتابهای گران‌قیمت برای فروش در بازار سیاه دست داشتند. با پیشرفت تکنولوژی و بهبود سطح متوسط زندگی، تثلیث کالاهای تقلبی مانند ساعت، فیلم‌های وی‌سی‌دی و دی‌وی‌دی و پوشاک مارک مانند لباس و کیف دستی تولید می‌کنند. از دههٔ ۱۹۷۰، توانایی اعمال قدرت تثلیث تضعیف شد و برخی جریان‌ها درآمد خود را به سمت مشاغل قانونی تغییر دادند.

### کلاهبرداری بیمه
در سال ۲۰۱۲، چهار عضو تثلیث به جرم کلاهبرداری بیمه در ژاپن دستگیر شدند.

## ساختار و ترکیب‌بندی
تثلیث‌ها از کدهای عددی برای تشخیص سلسله مراتب و موقعیتهای درون گروهی استفاده می‌کنند. این اعداد با الهام از شماره‌شناسی چینی و بر اساس ئی چینگ است. کوهستان (یا استاد اژدها یا سر اژدها) ۴۸۹، ۴۳۸ معاون ارشد کوهستان است، ۴۳۲ درجه پاپوش چمنی را نشان می‌دهد؛ نمایندهٔ استاد کوهستان، استاد بُخور (که بر استقرار اعضای تثلیث نظارت می‌کند)، و طلایه‌دار ۴۳۸/۲۲۳۸ (که به استاد بُخور کمک می‌کند). فشار قانون و اطلاعات تصریح می‌کنند که طلایه‌دار در حقیقت می‌تواند بالاترین قدرت باشد یا حرف آخر را بزند. یک فرماندهٔ نظامی (به عنوان قطب قرمز نیز شناخته می‌شود)، که نظارت برعملیات دفاعی و تهاجمی دارد را بر عهده دارد، درجهٔ ۴۲۶ است. ۴۹ یک سرباز یا نفرات را نشان می‌دهد. پروانهٔ پر سفید (۴۱۵) مشاورهٔ مالی و تجاری ارائه می‌دهد، و نی صندل (۴۳۲) رابط بین واحدها است. یک مأمور اجرایی مخفی یا جاسوسی از تثلیث با شمارهٔ ۲۵ نشان‌داده می‌شود، این یک اصطلاح عامیانه مشهورهنگ کنگی برای خبرچین است. فانوس‌های آبی عضو ناآگاه هستند، معادل همکاران مافیا، و تعداد مشخصی ندارند. به گفته د لئون پتا گومز دا کاستا، که در هنگ کنگ با تثلیث و مقامات مصاحبه کرده‌است، بیشتر ساختار فعلی یک سیستم سربسته و مبهم است. سلسله مراتب و مقام‌های سنتی دیگر وجود ندارد.

## مناسک و آیین‌نامه‌های رفتاری
اعضای تثلیث مانند اراذل و اوباش هندی یا یاکوزای ژاپنی، در مراسم پذیرش عضو شرکت می‌کنند. مراسمی معمولی که در یک محراب منحصر به گوان یو، با بخور دادن و قربانی کردن حیوانات (معمولاً مرغ، خوک یا بز) برگزار می‌شود. پس از نوشیدن مخلوطی از شراب و خون (از حیوان یا عضو جدید)، عضو جدید در حالی که سوگندهای تثلیث را قرائت می‌کند، از زیر طاق شمشیرها عبور می‌کند. کاغذی که روی آن سوگندها نوشته شده‌است، برای تأیید تعهد عضو در انجام وظایف خود در برابر خدایان، بر روی محراب سوزانده خواهد شد. سه انگشت دست چپ به عنوان نشانهٔ انقیاد بالا می‌رود. عضو جدید تثلیث موظف به رعایت ۳۶ سوگند است.

## طایفه‌ها

### مستقر در هنگ کنگ
قدرتمندترین تثلیث‌های مستقر در هنگ کنگ عبارتند از:
- ۱۴ک
- سان یی آن
- باند دایرهٔ بزرگ
- وو شینگ وو
- شوی فونگ
- وو هاپ تو
- گروه لوئن

### مستقر در نقاط دیگر
بسیاری از تثلیث‌ها به تایوان و جوامع چینی در سراسر جهان مهاجرت کرده‌اند: 
* اتحادیه بامبو، تایوان
- باند چهار دریا، تایوان
- تین تائو منگ، تایوان
- باند سونگ لیان، تایوان
- لو فو چو، تایوان
- سیو یم اُنگ، مالزی
- آنگ سون تانگ، سنگاپور
- وا کی، سنگاپور
- گای هین کونگسی، سنگاپور
- پینگ آن، بوستون
- واه چینگ، سان فرانسیسکو
- اژدهای سیاه، لس آنجلس
- اژدهایان پرنده، شهر نیویورک
- سایه‌های ارواح، شهر نیویورک
- اژدهای سبز، شهر نیویورک
- ببرهای سفید، شهر نیویورک
- آه کونگ، آمستردام، بانکوک
- جید سیاه، تگزاس
- د کمپانی، هنگ کنگ / ماکائو / استرالیا؟

## اعضای شاخص
- چان چونگ کیت[۲۰]
- چی کو لونگ[۲۱]
- وونگ لون فت[۲۲]
- مارک هو[۲۳]

## فیلم
«گنگ‌لند - مثلث کشنده.» کلیپ ویدیویی آنلاین، یوتیوب. یوتیوب، ۲۰۰۸. وب. ۲۱ آوریل. ۲۰۱۶.

## اخبار
- گرتز، بیل؛ واشینگتن تایمز (جمعه، ۳۰ آوریل ۲۰۱۰) گفت : «تثلیت‌های جنایات سازمان یافته هدف قرار گرفتند.» برگرفته در ۱۰ ژوئن ۲۰۱۳.
- وونگ، ناتالی؛ «اژدها دوباره بوی خون می‌دهد» ، استاندارد (۲۱ ژانویه ۲۰۱۱). برگرفته در ۱۰ ژوئن ۲۰۱۳.

## مطالعهٔ بیشتر
- لینتنر، برتیل. برادران خون: زیرزمین جنایی آسیا. آلن و آن‌وین.
- لو، تی. بال. «فراتر از سرمایه اجتماعی: تثلیث سازمان یافته جنایات در هنگ کنگ و چین.» مجلهٔ انگلیسی جرم‌شناسی ۵۰٫۵ (۲۰۱۰): ۸۵۱–۸۷۲.
- وانگ، پنگ. «تهدید فزایندهٔ جرم سازمان یافته چین: دیدگاه‌های ملی، منطقه‌ای و بین‌المللی"، مجله RUSI جلد. ۱۵۸، شماره ۴، (۲۰۱۳)، صص. ۶–۱۸.
- اسکاربک، د. & وانگ، پ. (۲۰۱۵). آیین‌های جنایی. جنایات جهانی، ۱۶(۴)، ۲۸۸–۳۰۵